# Сардя

Сардя — река в России, протекает по Чердынскому району Пермского края.
Устье реки находится в 3,2 км по правому берегу реки Видзя. Длина реки составляет 16 км.
Исток реки на Северных Увалах в 6 км к востоку от деревни Купчик (Вильгортское сельское поселение). Река течёт в юго-западном направлении по ненаселённому лесному массиву. Приток — Лапсырка (левый).

## Данные водного реестра
По данным государственного водного реестра России относится к Камскому бассейновому округу, водохозяйственный участок реки — Кама от истока до водомерного поста у села Бондюг, речной подбассейн реки — бассейны притоков Камы до впадения Белой. Речной бассейн реки — Кама.
По данным геоинформационной системы водохозяйственного районирования территории РФ, подготовленной Федеральным агентством водных ресурсов:
- Код водного объекта в государственном водном реестре — 10010100112111100003703
- Код по гидрологической изученности (ГИ) — 111100370
- Код бассейна — 10.01.01.001
- Номер тома по ГИ — 11
- Выпуск по ГИ — 1